# Dali (by)
 For alternative betydninger, se Dali. (Se også artikler, som begynder med Dali)
Dali er en kinesisk by og et autonomt præfektur for baifolk i provinsen Yunnan i det sydlige Kina. Befolkningen inden for bygrænserne anslås (2004) til 487.000, men hele byområdet har 3,19 millioner indbyggere. En stor del af de 1.858.063 Baifolk, lever i samfund i det autonome præfektur Dali.
Byen ligger ved bredden af søen Erhai. Den er kendt for sin egen marmortype, Dali-marmor, som stadig fremstilles.

## Administrative enheder
Det autonome præfektur Dali har jurisdiktion over et byamt (市 shì), 8 amter (县 xiàn) og 3 autonome amter (自治县 zìzhìxiàn).
| Kort           | Kort                                  | Kort                | Kort                         | Kort                   | Kort        | Kort      |
| -------------- | ------------------------------------- | ------------------- | ---------------------------- | ---------------------- | ----------- | --------- |
| Kort over Dali |                                       |                     |                              |                        |             |           |
| #              | Navn                                  | Hanzi               | Pinyin                       | Befolkning (2003 est.) | Areal (km²) | Indb./km² |
| Byamter        |                                       |                     |                              |                        |             |           |
| 1              | Dali                                  | 大理市              | Dàlǐ Shì                     | 530.000                | 1.468       | 361       |
| Amter          |                                       |                     |                              |                        |             |           |
| 2              | Xiangyun                              | 祥云县              | Xiángyún Xiàn                | 450.000                | 2.498       | 180       |
| 3              | Binchuan                              | 宾川县              | Bīnchuān Xiàn                | 330.000                | 2.627       | 126       |
| 4              | Midu                                  | 弥渡县              | Mídù Xiàn                    | 310.000                | 1.571       | 197       |
| 5              | Yongping                              | 永平县              | Yǒngpíng Xiàn                | 170.000                | 2.884       | 59        |
| 6              | Yunlong                               | 云龙县              | Yúnlóng Xiàn                 | 200.000                | 4.712       | 42        |
| 7              | Eryuan                                | 洱源县              | Ěryuán Xiàn                  | 330.000                | 2.961       | 111       |
| 8              | Jianchuan                             | 剑川县              | Jiànchuān Xiàn               | 170.000                | 2.318       | 73        |
| 9              | Heqing                                | 鹤庆县              | Hèqìng Xiàn                  | 260.000                | 2.395       | 109       |
| Autonome amter |                                       |                     |                              |                        |             |           |
| 10             | Yangbi (For Yifolket)                 | 漾濞彝族 自治县     | Yàngbì Yízú Zìzhìxiàn        | 100.000                | 1.957       | 51        |
| 11             | Nanjian (For Yifolket)                | 南涧彝族 自治县     | Nánjiàn Yízú Zìzhìxiàn       | 210.000                | 1.802       | 117       |
| 12             | Weishan (For Yifolket og Huikinesere) | 巍山彝族 回族自治县 | Wēishān Yízú Huízú Zìzhìxiàn | 300.000                | 2.266       | 132       |

## Befolkningssammensætning
Etniske grupper i Dali, ifølge folketællingen i 2000
| Folkeslag | Befolkning | Andel  |
| --------- | ---------- | ------ |
| Han       | 1,659,730  | 50.35% |
| Bai       | 1,081,167  | 32.8%  |
| Yi        | 426,634    | 12.94% |
| Hui       | 66,085     | 2.0%   |
| Lisu      | 31,972     | 0.97%  |
| Miao      | 10,967     | 0.33%  |
| Naxi      | 4,302      | 0.13%  |
| Achang    | 3,330      | 0.1%   |
| Andre     | 12,365     | 0.38%  |

## Trafik
Kinas rigsvej 214 går gennem området. Den fører fra Xining i provinsen Qinghai til Jinghong i Yunnan.
Kinas rigsvej 320 går gennem området. Den begynder i Shanghai og løber mod sydvest til grænsen mellem provinsen Yunnan og Burma. Undervejs passerer den blandt andet Hangzhou, Nanchang, Guiyang, Kunming og Dali.
- Wikimedia Commons har flere filer relateret til Dali (by)

25°42′01″N 100°09′23″Ø / 25.70028°N 100.15639°Ø